# Гарантую життя
«Гарантую життя» (рос. «Гарантирую жизнь») — білоруський радянський художній фільм 1977 року режисера Бориса Степанова.

## Сюжет
Фільм складається з чотирьох частин, які розповідають про життя загиблого під час випробувань інженера Дмитра Радкевича: «Перше кохання», «Дружина», «Діло», «Мама».

## У ролях
- Олександр Фатюшин
- Олена Козелькова
- Наталя Гундарєва
- Елле Кулль
- Юрій Горобець
- Юрій Демич
- Віктор Павлов
- Микола Дупак
- Костянтин Степанков

## Творча група
- Сценарій: Іван Черних, Ірина Письменна, Роман Романов
- Режисер: Борис Степанов
- Оператор: Віталій Ніколаєв
- Композитор: Олег Каравайчук
- Художник: В'ячеслав Кубарєв
- Звукорежисер: Микола Вєдєнєєв